# Berkay
Berkay ist ein türkischer männlicher Vorname mit der Bedeutung „kräftig, stark; dauerhaft, beständig“, gebildet aus den Elementen berk und ay (türk. für „Mond“).

## Namensträger

### Vorname
- Berkay Dabanlı (* 1990), deutsch-türkischer Fußballspieler
- Berkay Can Değirmencioğlu (* 1993), türkischer Fußballspieler
- Berkay Özcan (* 1998), türkisch-deutscher Fußballspieler
- Berkay Öztuvan (* 1992), türkischer Fußballspieler
- Berkay Samancı (* 1989), türkischer Fußballspieler
- Berkay Sülüngöz (* 1996), schweizerisch-türkischer Fußballspieler
- Berkay Vardar (* 2003), aserbaidschanisch-türkischer Fußballspieler
- Berkay Velivar (* 1993), türkischer Fußballspieler

### Künstlername
- Berkay (Sänger) (* 1981 als Berkay Şahin), türkischer Popmusiker